# 尖叶堇菜
尖叶堇菜（学名：Viola acutifolia）是堇菜科堇菜属的植物。分布在俄罗斯中亚山区以及中国大陆的新疆等地，生长于海拔1,000米至3,000米的地区，多生长在亚高山草甸、山坡草地、高山和林缘，目前尚未由人工引种栽培。